# Västra Smidjetjärnen
Västra Smidjetjärnen är en sjö i Norsjö kommun i Västerbotten och ingår i Skellefteälvens huvudavrinningsområde.